# Mauricio Pineda
Mauricio Héctor Pineda, född den 13 juli 1975 i Buenos Aires, Argentina, är en argentinsk före detta fotbollsspelare. Han var med i VM 1998 och gjorde det avgörande målet i gruppspelsmatchen mot Kroatien som var hans första och enda mål i landslaget. Argentina tog sig till kvartsfinal i det VM:et men slogs ut av Nederländerna med 2-1.

## Meriter
- 1993-1995: Huracán, Matcher: (73), Mål: (6)
- 1995-1996: Boca Juniors, Matcher: (17), Mål: (0)
- 1996-2003: Udinese, Matcher: (35), Mål: (0)
- 1998-1999: RCD Mallorca (lån), Matcher: (4), Mål: (0)
- 2001-2002: Napoli (lån), Matcher: (22), Mål: (0)
- 2002-2003: Cagliari (lån), Matcher: (22), Mål: (0)
- 2003: Lanús, Matcher: (5), Mål: (0)

- 1996-1998:  Argentina: Matcher (12), Mål: (1)